# Diocesi di Casale Monferrato

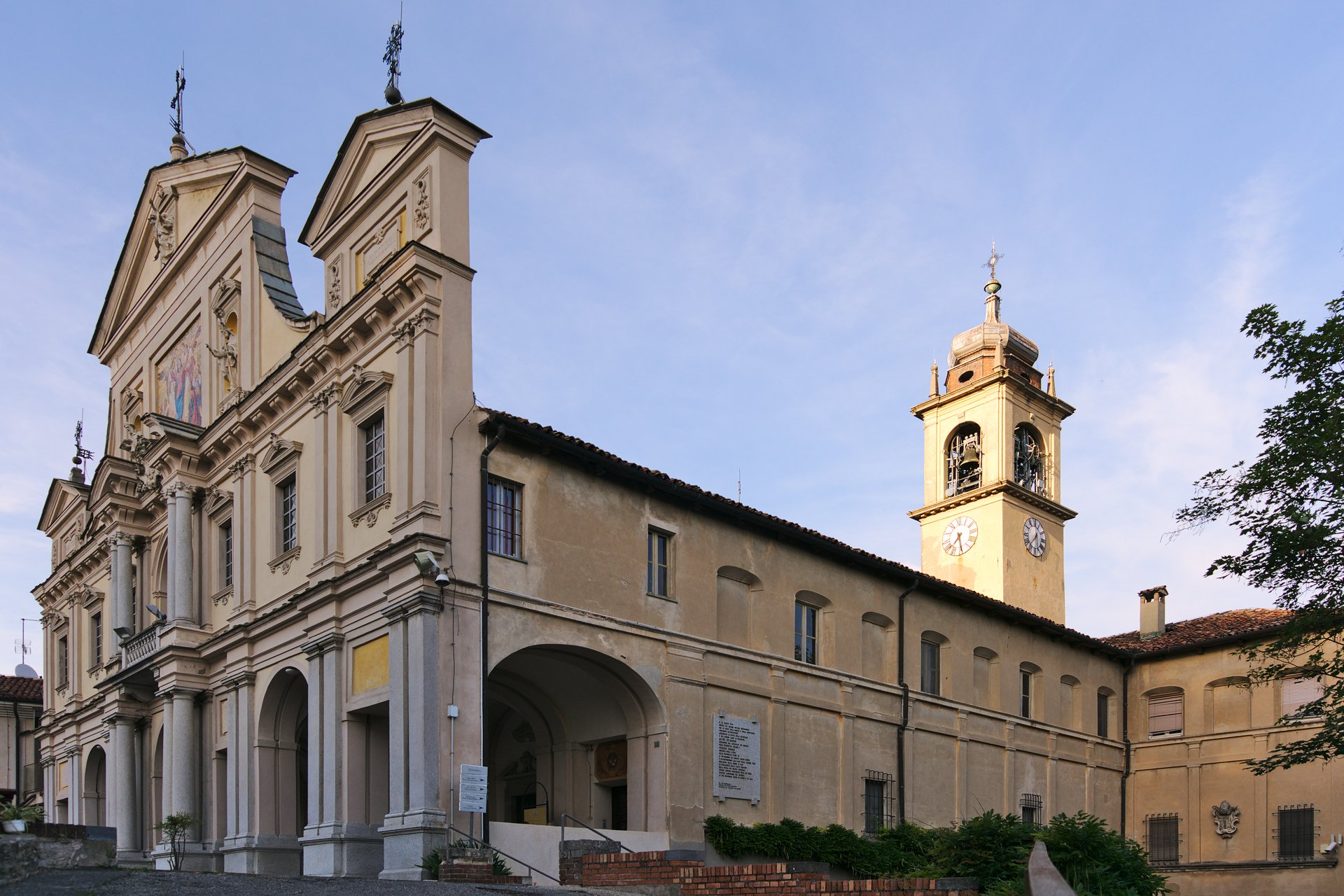
La basilica di Santa Maria Assunta del Sacro Monte di Crea.

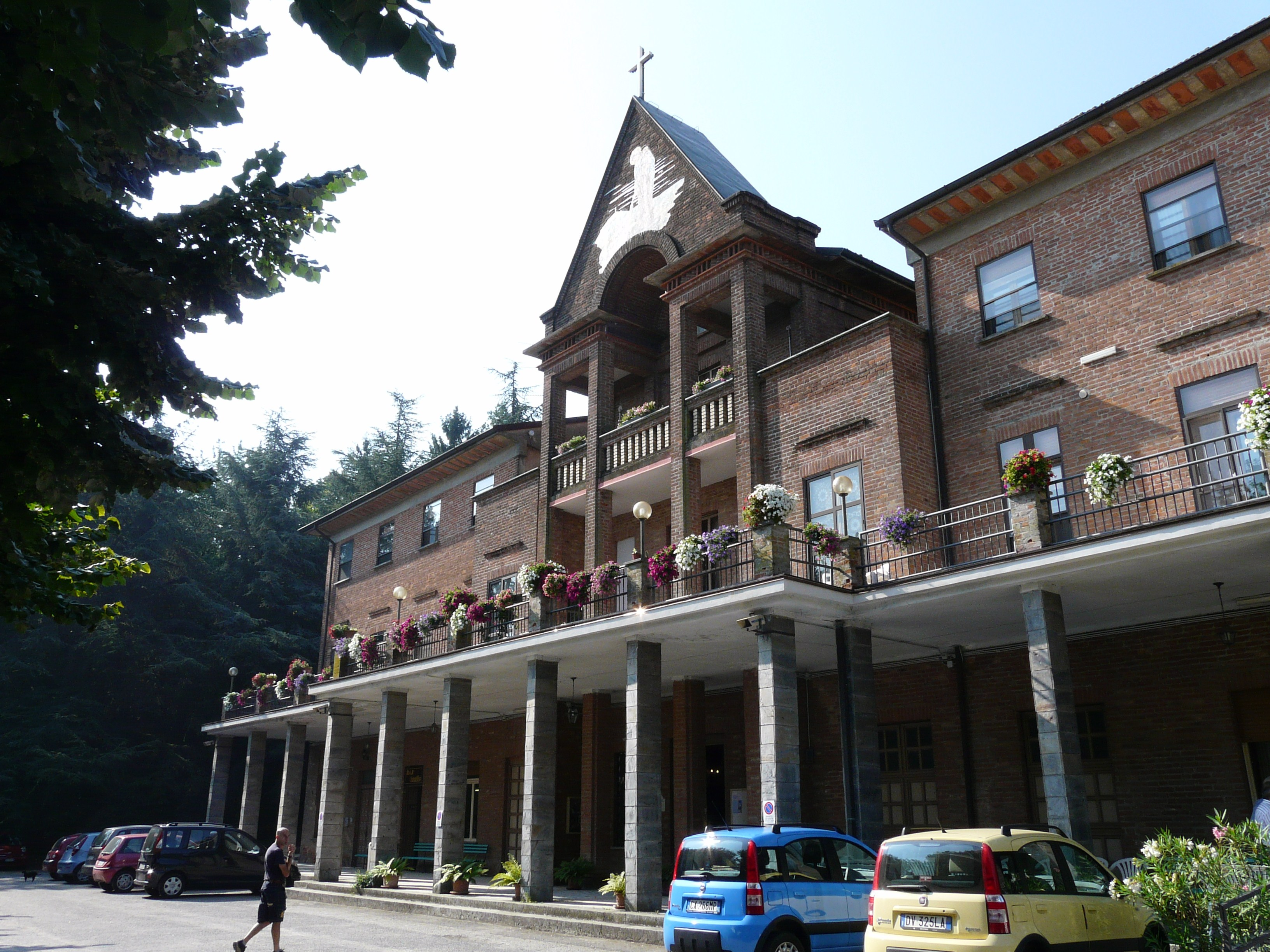
Il santuario della Madonna del Pozzo a San Salvatore Monferrato.

La diocesi di Casale Monferrato (in latino Dioecesis Casalensis) è una sede della Chiesa cattolica in Italia suffraganea dell'arcidiocesi di Vercelli appartenente alla regione ecclesiastica Piemonte. Nel 2021 contava 91.300 battezzati su 96.300 abitanti. È retta dal vescovo Gianni Sacchi.

## Territorio
La diocesi comprende la parte settentrionale del Basso Monferrato e si estende su tre province piemontesi: Alessandria, Asti e Torino. Confina a nord con l'arcidiocesi di Vercelli e per un breve tratto con la diocesi di Ivrea, ad est con la diocesi di Vigevano, a sud con le diocesi di Alessandria e di Asti, ad ovest con l'arcidiocesi di Torino.
Sede vescovile è la città di Casale Monferrato, dove si trova la cattedrale di Sant'Evasio. Nel territorio diocesano sorgono anche due basiliche minori: la basilica del Sacro Cuore di Gesù a Casale Monferrato, e la basilica di Santa Maria Assunta a Serralunga di Crea. A San Salvatore Monferrato sorge il santuario diocesano della Madonna del Pozzo.

### Unità pastorali e parrocchie
Il territorio si estende su 970 km² ed è suddiviso in 115 parrocchie, raggruppate in 11unità pastorali:
- l'unità pastorale Sant'Evasio comprende tutte le parrocchie della città di Casale Monferrato e la parrocchia di S. Germano , frazione di Casale;
- l'unità pastorale I Quattro Evangelisti comprende alcune parrocchie della città di Casale Monferrato e della frazione di San Germano;
- l'unità pastorale San Giovanni Paolo II comprende le parrocchie dei comuni di Morano sul Po, Balzola e Villanova Monferrato, e delle frazioni casalesi di Casale Popolo e Terranova;
- l'unità pastorale Madonna dell'Argine - San Giovanni Bosco comprende le parrocchie dei comuni di Frassinello Monferrato, Ticineto, Valmacca, Bozzole, Pomaro Monferrato, Giarole, Borgo San Martino, Occimiano, Mirabello Monferrato, della frazione casalese di Santa Maria del Tempio, e della frazione Villabella di Valenza;
- l'unità pastorale Santissimo Salvatore comprende le parrocchie dei comuni di Camagna Monferrato, Cuccaro Monferrato, Lu, San Salvatore Monferrato e Castelletto Monferrato;
- l'unità pastorale Santa Lucia comprende le parrocchie dei comuni di Ottiglio, Olivola, Frassinello Monferrato, Conzano, Vignale Monferrato, Altavilla Monferrato e Fubine in provincia di Alessandria; e Casorzo in provincia di Asti;
- l'unità pastorale Beato Pier Giorgio Frassati comprende le parrocchie dei comuni di Ozzano Monferrato, San Giorgio Monferrato, Treville, Rosignano Monferrato, Terruggia, Sala Monferrato e Cella Monte, e della frazione casalese di Roncaglia;
- l'unità pastorale Sant'Agata - San Gottardo comprende le parrocchie dei comuni di Moncestino, Villamiroglio, Odalengo Grande, Cerrina, Gabiano, Camino, Mombello Monferrato, Solonghello, Pontestura e Coniolo, e della frazione casalese di Rolasco-Torcello;
- l'unità pastorale Madonna di Crea comprende le parrocchie dei comuni di Castelletto Merli, Ponzano Monferrato, Serralunga di Crea e Cereseto in provincia di Alessandria; e Moncalvo, Grazzano Badoglio e Penango in provincia di Asti;
- l'unità pastorale Santa Gianna Beretta Molla comprende le parrocchie dei comuni di Villadeati, Odalengo Piccolo e Alfiano Natta in provincia di Alessandria; e Tonco, Calliano, Grana Monferrato e Montemagno in provincia di Asti;
- l'unità pastorale San Candido comprende le parrocchie dei comuni di Moransengo-Tonengo, Cocconato, Robella e Montiglio Monferrato in provincia di Asti; e Murisengo in provincia di Alessandria;
- l'unità pastorale Santa Fede comprende le parrocchie dei comuni di Monteu da Po, Cavagnolo, Brusasco, Verrua Savoia e Brozolo nella Città metropolitana di Torino.

## Istituti religiosi
Nel 2023 la diocesi ospita le seguenti comunità religiose:
Istituti religiosi maschili
- Società salesiana di San Giovanni Bosco (Casale Monferrato)

Istituti religiosi femminili
- Figlie di Nostra Signora di Lourdes (Casale Monferrato)
- Suore di San Giuseppe Benedetto Cottolengo (Brusasco)
- Associazione Silenziosi operai della Croce (Casale Monferrato)

## Storia
La diocesi nacque dal disegno politico dei marchesi di Monferrato, che fin dal 1434 avevano fatto di Casale la capitale del marchesato, e soprattutto dall'opera di Guglielmo VIII Paleologo, sotto il quale Casale conobbe il suo periodo di massima fioritura, diventando non solo il centro amministrativo, ma anche quello religioso di tutto il territorio. «L'istituzione della diocesi, al di là dell'intento autocelebrativo, rientrava nel quadro di rinnovamento spirituale promosso dal principe: a Casale, con l'introduzione dell'osservanza francescana, domenicana e agostiniana; nel Monferrato, con l'impulso dato al santuario di Crea.»
La sede è stata eretta da papa Sisto IV il 18 aprile 1474 con la bolla Pro excellenti, ricavandone il territorio dalle diocesi di Vercelli (oggi arcidiocesi) e di Asti. Originariamente era suffraganea dell'arcidiocesi di Milano.
Tre mesi dopo, il 1º agosto, con la bolla Super gregem, per meglio garantire le rendite della nuova diocesi, Sisto IV annesse nuovi territori alla diocesi stabilendone con più precisione i nuovi confini. Primo vescovo fu Bernardino de Tebaldeschi, il quale, non avendo l'età canonica per l'ordinazione episcopale, fu inizialmente nominato amministratore della diocesi, finché non fu ordinato vescovo nel 1482, raggiunta l'età richiesta di 27 anni.
Nel turbolento periodo che vide il passaggio del marchesato dai Paleologi ai Gonzaga di Mantova, sancito nel 1559, la giovane diocesi visse un periodo di decadenza e di crisi, per l'abituale assenza dalla loro sede dei vescovi, alcuni dei quali compromessi con le vicende politiche del tempo, per la presenza di un clero cittadino più attento a procacciarsi i benefici che alla cura pastorale dei fedeli e di un clero rurale non di rado analfabeta e abbandonato a sé stesso.
Il primo vescovo che pose mano ad una serie riforma della disciplina e dei costumi del clero, in ottemperanza alle decisioni di rinnovamento introdotte dal concilio di Trento, fu Scipione d'Este (1555-1567), a cui si deve la prima visita pastorale della diocesi, la celebrazione del primo sinodo diocesano e l'apertura del seminario vescovile nel 1566. L'opera di riforma fu proseguita da Benedetto Erba (1570-1576), che introdusse in diocesi i barnabiti, istituì le Scuole della dottrina cristiana e il monte di pietà, e celebrò tre sinodi.
Il mantovano Benedetto Erba era succeduto al concittadino Ambrogio Aldegatti, il primo di una serie di sei vescovi originari della città dei Gonzaga dal 1567, quando il duca Guglielmo Gonzaga ritenne opportuno decidere delle nomine religiose presso la diocesi di Casale per rafforzare l'autorità gonzaghesca sul Marchesato del Monferrato. Settimo e ultimo vescovo virgiliano fu Scipione Agnelli, indicato dal duca Ferdinando Gonzaga.
Dal 1708 Casale e il Monferrato entrarono a far parte dello Stato sabaudo. Da questo momento sulla sede casalese si succedettero vescovi legati alla corte di Torino. Pier Secondo Radicati, nominato vescovo nel 1701, entrò in conflitto con Vittorio Amedeo II, la cui politica mirava a ridurre le immunità ecclesiastiche e a soggiogare al controllo regio la Chiesa piemontese; il re ottenne nel 1728 la rimozione di Radicati, trasferito nelle Marche.
In occasione del riordino delle diocesi piemontesi voluto da Napoleone Bonaparte, la sede casalese fu soppressa da papa Pio VII il 1º giugno 1803 con il breve Gravissimis causis, e il suo territorio, assieme a quello delle soppresse diocesi di Bobbio e di Tortona, fu unito alla diocesi di Alessandria. Tuttavia Napoleone decise di trasformare la città di Alessandria in una delle roccaforti dell'impero; per esigenze militari furono perciò demolite la cattedrale e le strutture adiacenti. Questo impose il trasferimento a Casale della sede vescovile, con decreto del cardinale Caprara, plenipotenziario di Pio VII nell'impero francese, del 17 luglio 1805. In questo modo fu restaurata la diocesi di Casale, suffraganea dell'arcidiocesi di Torino, e fu nominato vescovo, il 23 dicembre 1805, Jean-Chrysostome de Villaret, trasferito dalla sede di Alessandria. Il 17 luglio 1817, con la bolla Beati Petri di Pio VII, furono ristabilite le diocesi in precedenza soppresse e la diocesi di Casale acquisì l'attuale fisionomia territoriale diventando suffraganea della nuova sede metropolitana di Vercelli.
Nel secondo Ottocento la diocesi vide il diffondersi della spiritualità e delle opere di san Giovanni Bosco con la fondazione di diversi asili, oratori e collegi, che favorirono il formarsi di numerose vocazioni sacerdotali e religiose.

## Istituzioni culturali diocesane
L'archivio storico della diocesi, istituito nei locali della curia diocesana (ex seminario vescovile), comprende un ingente patrimonio cartaceo costituito in prevalenza dai fondi dell'archivio dei vescovi, dell'archivio della curia e della cancelleria vescovile, dai fondi di alcune parrocchie e di altri enti soppressi, e delle carte relative alle confraternite, alle associazioni, ai movimenti ecclesiali e alle opere pie della diocesi.
Ha una particolare rilevanza storica la biblioteca del seminario diocesano, istituita dal vescovo Pier Gerolamo Caravadossi nel 1738; oggi si trova in una delle ali del seminario costruito nell'Ottocento e costituisce un ente ecclesiastico civilmente riconosciuto. Un catalogo del 1904 censisce 30.000 volumi, 160 incunaboli, 400 edizioni rare e 120 manoscritti tra cartacei e pergamenacei; le edizioni a stampa del Cinquecento sono circa 3.000. Oggi il patrimonio librario è costituito da circa 65.000 volumi tra antichi e moderni.
L'ex sacrestia dal duomo di Casale ospita il museo del tesoro del duomo, dove sono esposte opere di oreficeria e manufatti tessili di notevole pregio.

## Cronotassi dei vescovi
Si omettono i periodi di sede vacante non superiori ai 2 anni o non storicamente accertati.
- Bernardino de Tebaldeschi † (21 maggio 1474 - 12 febbraio 1517 deceduto)
- Gian Giorgio Paleologo † (12 febbraio 1517 succeduto - 12 gennaio 1525 dimesso)
- Bernardino Castellari † (13 gennaio 1525 - 15 novembre 1529 dimesso)
  - Ippolito de' Medici † (15 novembre 1529 - 1531 dimesso) (amministratore apostolico)
- Bernardino Castellari † (6 marzo 1531 - 1546 dimesso) (per la seconda volta)
  - Bernardino della Croce † (7 giugno 1546 - 27 aprile 1547 nominato vescovo di Asti) (vescovo eletto)
- Franzino Micheli † (13 luglio 1548 - 1555 dimesso)
- Scipione d'Este † (5 giugno 1555 - 12 luglio 1567 deceduto)
- Ambrogio Aldegati, O.P. † (3 settembre 1567 - 18 aprile 1570 deceduto)
- Benedetto Erba, O.P. † (16 giugno 1570 - 28 dicembre 1576 deceduto)
- Alessandro Andreasi † (11 marzo 1577 - 14 novembre 1583 nominato vescovo di Mantova)
- Aurelio Zibramonti † (14 novembre 1583 - 1589 deceduto)
- Marcantonio Gonzaga † (30 agosto 1589 - 7 maggio 1592 deceduto)
- Settimio Borsari † (12 giugno 1592 - 29 aprile 1594 deceduto)
- Tullio del Carretto † (13 luglio 1594 - 13 ottobre 1614 deceduto)
- Scipione Pasquali † (12 gennaio 1615 - 1624 deceduto)
- Scipione Agnelli † (12 febbraio 1624 - 1º ottobre 1653 deceduto)
  - Sede vacante (1653-1655)
- Gerolamo Miroglio † (29 novembre 1655 - 14 settembre 1679)
- Lelio Ardizzone † (13 maggio 1680 - novembre 1699 deceduto)
- Pier Secondo Radicati di Cocconato e Celle † (9 maggio 1701 - 12 aprile 1728 nominato vescovo di Osimo e Cingoli)
- Pier Gerolamo Caravadossi, O.P. † (10 maggio 1728 - 25 maggio 1746 deceduto)
- Ignazio Della Chiesa † (28 novembre 1746 - 29 luglio 1758 deceduto)
- Giuseppe Luigi Avogadro, C.R.L. † (19 novembre 1759 - 22 maggio 1792 deceduto)
  - Sede vacante (1792-1796)
- Teresio Maria Carlo Vittorio Ferrero della Marmora † (27 giugno 1796 - 18 maggio 1803 dimesso)
  - Sede soppressa (1803-1805)
- Jean-Chrysostome de Villaret † (23 dicembre 1805 - 3 ottobre 1814 dimesso)
  - Sede vacante (1814-1817)
- Francesco Alciati † (1º ottobre 1817 - 26 ottobre 1828 deceduto)
- Francesco Icheri di Malabaila † (5 luglio 1830 - luglio 1846 deceduto)
- Luigi Nazari di Calabiana † (12 aprile 1847 - 27 marzo 1867 nominato arcivescovo di Milano)
- Pietro Maria Ferrè † (27 marzo 1867 - 13 aprile 1886 deceduto)
- Filippo Chiesa † (7 giugno 1886 - 3 novembre 1886 deceduto)
- Edoardo Pulciano † (14 marzo 1887 - 11 luglio 1892 nominato vescovo di Novara)
- Paolo Maria Barone † (11 luglio 1892 - 17 marzo 1903 dimesso[9])
- Ludovico Gavotti † (22 giugno 1903 - 22 gennaio 1915 nominato arcivescovo di Genova)
- Albino Pella † (12 aprile[10] 1915 - 17 maggio 1940 deceduto)
- Giuseppe Angrisani † (1º luglio 1940 - 1º marzo 1971 ritirato)
- Carlo Cavalla † (1º marzo 1971 - 3 giugno 1995 ritirato)
- Germano Zaccheo † (3 giugno 1995 - 20 novembre 2007 deceduto)
- Alceste Catella (15 maggio 2008 - 31 luglio 2017 ritirato)
- Gianni Sacchi, dal 31 luglio 2017

## Statistiche
La diocesi nel 2021 su una popolazione di 96.300 persone contava 91.300 battezzati, corrispondenti al 94,8% del totale.
| anno | popolazione | popolazione | popolazione | presbiteri | presbiteri | presbiteri | presbiteri                | diaconi | religiosi | religiosi | parrocchie |
| anno | battezzati  | totale      | %           | numero     | secolari   | regolari   | battezzati per presbitero | diaconi | uomini    | donne     | parrocchie |
| ---- | ----------- | ----------- | ----------- | ---------- | ---------- | ---------- | ------------------------- | ------- | --------- | --------- | ---------- |
| 1949 | 138.268     | 138.358     | 99,9        | 385        | 256        | 129        | 359                       |         | 140       | 670       | 146        |
| 1959 | 133.482     | ?           | ?           | 349        | 241        | 108        | 382                       |         | 180       | 635       | 146        |
| 1970 | 128.750     | 129.000     | 99,8        | 266        | 188        | 78         | 484                       |         | 108       | 505       | 147        |
| 1980 | 118.300     | 119.000     | 99,4        | 191        | 148        | 43         | 619                       | 1       | 55        | 332       | 148        |
| 1990 | 107.000     | 109.217     | 98,0        | 165        | 124        | 41         | 648                       | 8       | 49        | 230       | 115        |
| 1999 | 102.500     | 104.900     | 97,7        | 135        | 106        | 29         | 759                       | 8       | 33        | 165       | 115        |
| 2000 | 102.500     | 105.100     | 97,5        | 132        | 103        | 29         | 776                       | 9       | 35        | 159       | 115        |
| 2001 | 102.450     | 105.080     | 97,5        | 128        | 100        | 28         | 800                       | 12      | 34        | 163       | 115        |
| 2002 | 101.700     | 104.058     | 97,7        | 126        | 96         | 30         | 807                       | 13      | 34        | 160       | 115        |
| 2003 | 101.700     | 104.000     | 97,8        | 127        | 98         | 29         | 800                       | 13      | 33        | 150       | 115        |
| 2004 | 101.200     | 103.500     | 97,8        | 129        | 100        | 29         | 784                       | 12      | 33        | 145       | 115        |
| 2006 | 101.500     | 103.900     | 97,7        | 125        | 97         | 28         | 812                       | 13      | 32        | 149       | 115        |
| 2013 | 99.000      | 104.900     | 94,4        | 88         | 77         | 11         | 1.125                     | 12      | 11        | 99        | 115        |
| 2016 | 98.700      | 103.300     | 95,5        | 87         | 72         | 15         | 1.134                     | 11      | 16        | 91        | 115        |
| 2019 | 93.000      | 98.000      | 94,9        | 76         | 67         | 9          | 1.223                     | 10      | 9         | 74        | 115        |
| 2021 | 91.300      | 96.300      | 94,8        | 68         | 61         | 7          | 1.342                     | 10      | 8         | 42        | 115        |

## Bibliografia

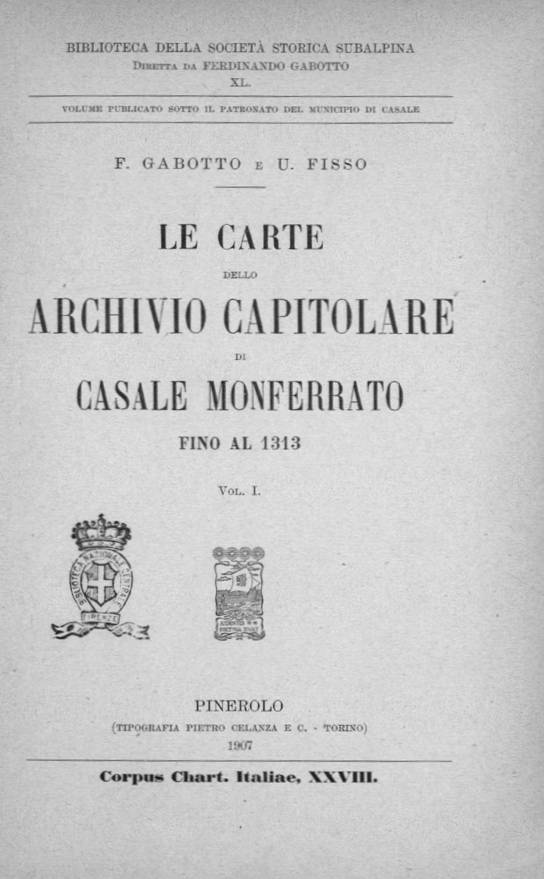
Le carte dello archivio capitolare di Casale Monferrato, 1907.